# Nina Grønnum
Nina Grønnum (født 1. marts 1945) er en dansk fonetiker og lektor emeritus fra Københavns Universitet. Hun er bedst kendt for sit arbejde med dansk fonologi og især hendes beskrivelser af dansk intonation.
Hun udgav under navnene Nina Thorsen eller Nina Grønnum Thorsen i den tidlige del af sin karriere, men begyndte at bruge Nina Grønnum konsekvent i løbet af 1980'erne.
Hun er optaget i Kraks Blå Bog og Videnskabernes Selskab (siden 2003), og har været med i The Society of Sciences in Lund. Derudover har hun deltaget i bestyrelsen for the International Phonetic Association samt været viceinstitutleder for Institut for Nordiske Studier og Sprogvidenskab ved Københavns Universitet.
Hun har deltaget i redaktionerne for Acta Linguistica Hafniensia, Journal of the International Phonetic Association og Nordic Journal of Linguistics.

## Karriere
I 1972 fik hun en uddannelse med hovedfag i fonetik fra Københavns Universitet og var derefter adjunkt samme sted 1972-1976, hvorefter hun blev lektor. Hun fik ph.d.-kvalifikationer i 1981, og en dr.phil-grad i 1992 for The Groundworks of Danish Intonation og var lektor med særlige kvalifikationer fra 1993 indtil hendes pensionering i 2008.

## Udvalgte udgivelser

### Bøger
- Grønnum, Nina (1992), The groundworks of Danish intonation, København: Museum Tusculanum Press, ISBN 978-8772891699
- Grønnum, Nina; Rischel, Jørgen, red. (2001), To Honour Eli Fischer-Jørgensen: festschrift on the occasion of her 90th birthday February 11th, 2001, København: C. A. Reitzel, ISBN 8778762138
- Grønnum, Nina (2005), Fonetik og fonologi, Almen og Dansk (3. udgave), København: Akademisk Forlag, ISBN 87-500-3865-6
- Grønnum, Nina (2007), Rødgrød med fløde – En lille bog om dansk fonetik, København: Akademisk Forlag, ISBN 978-87-500-3918-1
- Rischel, Jørgen (2008),  Grønnum, Nina; Gregersen, Frans; Basbøll, Hans (red.), Sound Structure in Language, Oxford University Press, ISBN 9780199544349

### Artikler
- Grønnum, Nina (1998a), "Illustrations of the IPA: Danish", Journal of the International Phonetic Association, 28 (1 & 2): 99-105, doi:10.1017/s0025100300006290
- Grønnum, Nina (1998b), "Intonation in Danish",  i Hirst, Daniel; Cristo, Albert Di (red.), Intonation Systems, Cambridge: Cambridge University Press, s. 131-151, ISBN 9780521395137